# No Boundaries (album av Alexander Rybak)
No Boundaries är ett studioalbum av den belarusisk-norska sångaren Alexander Rybak. Det gavs ut den 14 juni 2010 och innehåller 12 låtar.

## Låtlista
| Nr  | Titel          | Längd |
| --- | -------------- | ----- |
| 1.  | First Kiss     | 3:03  |
| 2.  | Europe's Skies | 3:44  |
| 3.  | I'm In Love    | 3:57  |
| 4.  | Oah            | 4:19  |
| 5.  | Kaja's Letter  | 0:39  |
| 6.  | 5000 Letters   | 4:41  |
| 7.  | Dare I Say     | 4:31  |
| 8.  | Suomi          | 3:58  |
| 9.  | Why Not Me?    | 3:50  |
| 10. | Barndance      | 3:21  |
| 11. | Disney Girls   | 4:14  |
| 12. | Fela Igjen     | 4:00  |

Spår 12 finns endast med på den digitalt nedladdningsbara versionen av albumet.

## Listplaceringar
| Lista   | Topplacering |
| ------- | ------------ |
| Finland | 32           |
| Norge   | 7            |
| Sverige | 8            |